# Isabel de Herédia
Titre
Épouse du prétendant au trône de Portugal
Depuis le 13 mai 1995
(30 ans, 1 mois et 1 jour)
Isabel de Castro Curvello de Herédia, née le 22 novembre 1966 à Lisbonne, qui porte le titre de courtoisie de duchesse de Bragance, est l'épouse de Duarte de Bragança, duc de Bragance, prétendant au trône royal de Portugal depuis 1976, chef de la maison de Bragance.
Née dans une famille de la noblesse portugaise, Dona Isabel travaille en qualité de gestionnaire de patrimoine. Après son mariage, elle quitte le monde professionnel pour se consacrer à sa famille et devient la marraine de plusieurs organisations caritatives et fondations à but non lucratif portugaises. Elle et son mari ont trois enfants, assurant ainsi la continuité de la maison de Bragance.

## Famille
Isabel Inês de Castro Curvello de Herédia est née le 22 novembre 1966 à Lisbonne de l'union de Jorge de Herédia (né en 1934), architecte, et de Raquel Leonor Pinheiro de Castro Curvello (née en 1935), mariés en 1963. Elle a trois frères, Sebastião (né en 1964), Manuel et Afonso (nés en 1977, Afonso est médecin), et une sœur, Teresa Mónica (Mme João Sousa Mendes, qui est nutritionniste).
Depuis sa naissance, elle a droit au titre honorifique de courtoisie de Dona (Dame), étant une descendante en ligne masculine de Francisco Correia de Herédia (pt), vicomte de Ribeira Brava (1852-1918) et de son épouse Dona Joana Gil de Borja de Macedo e Meneses (1851-1925). Bien que son aïeul Francisco ait été membre de la noblesse portugaise (à caractère personnel et viager), il était républicain et l'un des conspirateurs antimonarchistes impliqués dans le soulèvement républicain avorté du 28 janvier 1908. Il participa de plus à la Révolution du 5 octobre 1910 qui a conduit à l'abolition de la monarchie et à la proclamation de la Première République portugaise.
Isabel de Herédia est la petite-fille de Sebastião de Freitas Branco de Herédia (en) (1903-1983), pentathlète moderne ayant participé aux Jeux Olympiques d'été de 1928 et de 1932.
Par ailleurs, Isabel de Herédia est la cousine germaine de Manuel Caldeira Cabral, ministre portugais de l'Économie de 2015 à 2018.

## Biographie

### Jeunesse, formation et carrière
Dona Isabel vit entre le Portugal et l'Angola portugais jusqu'en 1975, date à laquelle l'Angola obtient son indépendance. En 1983, sa famille déménage à São Paulo, au Brésil,. Là, elle étudie au Colégio São Luís, une institution dirigée par des Jésuites. En 1990, elle obtient un diplôme en administration des affaires de la Fundação Getúlio Vargas, puis elle retourne au Portugal pour travailler à la BMF (Sociedade de Gestão de Patrimónios SA). Elle se spécialise en qualité de gestionnaire d'actifs,.

### Mariage
Le 13 mai 1995, elle épouse Duarte de Bragance, au monastère des Hiéronymites dans le quartier de Belém à Lisbonne,. Sont présents à la cérémonie des représentants de diverses maisons royales et nobles européennes, notamment : le prince Philippe, alors duc de Brabant, le grand-duc héritier Henri de Luxembourg et l'infante Margarita, duchesse de Soria. Les principales personnalités politiques portugaises, dont le président de la République, Mário Soares, le Premier ministre, Aníbal Cavaco Silva, et le président de l'Assemblée, António Barbosa de Melo, sont également présentes.
À la suite de son mariage et de la naissance de son premier enfant, Afonso, Isabel quitte sa vie professionnelle pour se consacrer à sa famille, à la gestion du patrimoine dynastique et au mécénat de diverses causes,.

### Postérité
Trois enfants naissent de leur mariage, :
1. Afonso de Herédia de Bragança (né à Lisbonne le 25 mars 1996), prince de Beira, duc de Barcelos ;
2. Maria Francisca de Herédia de Bragança, infante de Portugal, duchesse de Coimbra[11] (née à Lisbonne le 3 mars 1997), mariée le 7 octobre 2023 avec Duarte de Sousa Araújo Martins (né à Lisbonne le 14 mai 1992)[12], avocat spécialisé dans les marchés de capitaux et les fusions et acquisitions[13] ;
3. Dinis de Herédia de Bragança, infant de Portugal, duc de Porto (né à Lisbonne le 25 novembre 1999).

## Honneurs

### Honneurs dynastiques portugais
- 9e grande maîtresse de l'ordre de Sainte Isabelle[14] ;

### Honneurs dynastiques étrangers
- Dame grand-croix de Justice de l'ordre sacré et militaire constantinien de Saint-Georges[15] (Maison de Bourbon-Siciles) ;
- Dame grand-croix de l'ordre du Prince Danilo Ier (Maison royale du Monténégro).

### Distinctions étrangères[16]
- Dame grand-croix de l'ordre du Saint-Sépulcre [17] (Saint-Siège) ;
- Dame grand-croix d'Honneur et de Dévotion de l'ordre souverain de Malte[18] (Ordre souverain de Malte).